# 덕수 이씨
덕수 이씨(德水李氏)는 개성시 판문구역 덕수리를 본관으로 하는 한국의 성씨이다

## 역사
시조 이돈수(李敦守)는 고려 때 신호위중랑장(神虎衛中郞將)을 지냈으며, 1218년 거란이 고려에 침입했을 때 거란을 방어하는 공을 세웠다. 고려사 조충전에 따르면 1217년 고려와 거란의 전쟁 때 조충(趙沖)이 서북면 원수가 되어 지방의 군사를 기다릴 때 경상도 안찰사 이적(李勣)이 군사를 이끌고 오다가 적을 만나 고립되자 이돈수(李敦守)와 김계봉(金季鳳)을 파견했다고 기록하고 있다.
이돈수의 아들 이양준(李陽俊)은 고려의 은청광록대부(銀靑光祿大夫)로 동지추밀원사(同知樞密院事) 어사대부(御史大夫) 이부상서(吏部尙書) 등에 추증되었다.
처음 덕수 이씨는 이순신의 충무공가승(忠武公家乘)이라는 문헌에서 추밀공(樞密公) 이양준(李陽俊)을 시조로 하고 있었지만, 이율곡의 율곡가전 세계(栗谷家傳世系)에서는 시조가 이돈수(李敦守)라고 언급되었으며, 그 후에는 이돈수와 이양준 부자 관계로 확립되어 기술되었다. 이양준(李陽俊)과 이추밀(李樞密)은 동일 인물로 알려져 있는데, 이양준은 고려사에 등장하는 실존 인물이며, 추밀(樞密)이라는 이름은 별칭인지 시호인지 확실하지 않다.
실제 중시조는 이양준(李陽俊)의 아들로 알려진 인물은 이소(李召)로서, 고려 고종 때 통의대부(通議大夫)로 전법판서(典法判書)와 지삼사사(知三司事) 세자내직랑(世子內直郞) 등을 역임하고, 그 후손들이 누대로 세거해온 고려 개성의 지역이었던 덕수를 본관으로 삼았다고 한다. 덕수 이씨는 본관이 개성에 있고, 고려 시대 주요 벼슬에 등용되어 공을 세운 가문으로 정치적으로 친 고려적인 가문으로 알려져 있다.
덕수 이씨는 거란을 격파했던 시조 신호위중랑장 이돈수 무렵에는 무인 가문이었지만, 조선 중기에 문인파계가 생겨져 무인파계 집안과 문인파계 집안 둘로 나눠졌다는 것이 특색이며, 조선 중종부터 영조대에 이르는 약 300년간 성세를 보였다.
문성공파는 조선시대 문묘와 종묘에 동시에 종사된 13세손 율곡 이이를 파조로 문과 급제자 102명, 상신 7명, 대제학 5명, 공신 4명, 청백리 2명을 배출하였다.
충무공파는 12세손 충무공 이순신을 파조로 무과 급제자 267명, 삼도수군통제사 13명을 배출하였다.

## 분파
- 감사공파(監司公派): 이경용(李景容)
- 군수공파(郡守公派): 이양신(李良晨)
- 문정공파(文靖公派): 이식(李植)
- 문혜공파(文惠公派) : 이안눌(李安訥)
- 병사공파(兵使公派) : 이권(李菤)
- 부장공파(部長公派) : 이원순(李元諄)
- 북계공파(北溪公派) : 이목(李穆)
- 사의공파(司議公派) : 이원복(李元福)
- 사직공파(司直公派) : 이정철(李廷喆)
- 생원공파(生員公派) : 이의연(李宜衍)
- 승지공파(承旨公派) : 이의영(李宜榮)
- 어모공파(禦侮公派) : 이용(李溶)
- 옥산공파(玉山公派) : 이우(李瑀)
- 용재공파(容齋公派) : 이행(李荇)
- 우계공파(雨溪公派) : 이광(李洸)
- 문성공파(文成公派) : 이이(李珥)
- 율리공파(栗里公派) : 이요신(李曜臣)
- 의정공파(議政公派) : 이경민(李景閔)
- 장령공파(掌令公派) : 이인궤(李仁軌)
- 적성공파(積城公派) : 이자하(李自夏)
- 정재공파(定齋公派) : 이번(李璠)
- 주부공파(主簿公派): 이찬
- 죽곡공파(竹谷公派) : 이선(李璿)
- 직장공파(直長公派) : 이원겸(李元謙)
- 집의공파(執義公派) : 이포(李謩)
- 참판공파(參判公派) : 이희신(李羲臣)
- 첨정공파(僉正公派) : 이총(李叢)
- 충무공파(忠武公派): 이순신(李舜臣)
- 판서공파(判書公派) : 이경헌(李景憲)
- 하원군파(河源君派): 이심
- 학생공파(學生公派) : 이오(李薁)
- 함종공파(咸從公派) : 이백복(李百福)
- 해풍군파(海豊君派) : 이함(李菡)
- 현감공파(縣監公派) : 이아(李莪)
- 호군공파(護軍公派) : 이명(李蓂)
- 효정공파(孝貞公派) : 이경증(李景曾)

## 연원
德水李氏의 연원(淵源)
세계와 열전 제사(題辭)의 상이(相異)를 고증함
외재(端夏) 지음
돌아가신 아버님께서 말년에 우리 덕수이씨의 종계분파도(宗系分派圖)를 만들고 또한 세계와 열전을 손수 초 하시고는 그 제사(題辭)에 이렇게 적었다.
“선대로부터 전해오는 보첩이 조금씩 다르다. 나의 고조부이신 용재(荇)선생이 손수 작성한 세계연보에는 추밀공 양준(陽俊)을 시조로 삼았으나 그 출처는 밝히지 않았는데, 율곡(珥) 선생댁에 전하는 세계에는 중랑장 이돈수(敦守)를 시조로 삼고, 추밀공은 그의 아들이라고 했다.”
“또 충무공 댁에 전하는 세계에는 신라 사람 이허겸(李許謙)의 후예라고 했으나, 그 중간의 세계는 밝히지 않은 채 역시 추밀공(陽俊)을 시조로 삼았다”. 대개 우리나라의 이씨는 신라 6부에 사성한 것이 효시이니 지금의 경주 지방의 이름난 가문이 그 시초이다. 신라사람 허겸(許謙)의 후예라고 함은 6부의 첫째 성씨인 이씨를 가리킨 듯하나, 다른 고증의 뒷받침이 없으므로, 이제 율곡선생 댁에 전하는 것을 근거로 하여 중랑장(敦守)을 시조로 하여 세계도를 만들고, 용재공(荇)께서 작성한 연보에 의거하여 추밀공(樞密公)에서 시작하여 열전을 만든다.
선친께서 이 열전을 초하고 원고를 바꾸어 다시 쓰셨으나 교정을 보지 못한 채 세상을 떠나셨다. 그런 까닭에 벼슬을 지낸 차례나 년월에 불충분한 점이 있으므로 불초(端夏)가 삼가 년보와 초고(草稿)를 근거로 서로 차이가 나는 곳을 고증하여 그 뒤에 붙였는데, 30년 후에 충무공의 종손(從孫)인 지강(之綱)이 이 열전을 보고 단하(端夏)에게 편지를 보내서 말하기를, “이허겸(李許謙) 운운하는 이야기는 우리 집 선대로부터 들은 바 없을 뿐더러, ‘동국여지승람’을 상고하면 이허겸(李許謙)은 본관이 인주(인천) 사람으로 그 조상이 당나라에 들어가 이씨 성을 하사받았는데, 그 13세손 때인 고려조에 크게 출세했고, 그의 8대손 화(和)가 비로소 조선조에 들어왔다” 고 했으니 그가 보승장군의 선대(先代)가 아님이 명백하다. 지강(之綱)씨는 70세가 넘은 데다 학식도 있었으며, 그 일가들이 아산에 같이 사는데 그 집안에는 대대로 이러한 전설이 없다고 했다.
‘동국여지승람’을 근거로 상고해도 이것이 사실인즉, 단하(端夏)는 선친(植)께서 어디서 이러한 이야기를 들었는지 알지 못하여 의아하게 생각하고 단정하지 못하고 있었는데, 마침 먼 일가인 지정(之貞)을 만나서 이 일에 대하여 언급하자, 지정(之貞)은 “우리 집에 대대로 이런 말이 과연 있었다.”고 말하기에 단하는 그런 사실의 근거를 얻어 보기를 원했다. 지정이 돌아가서 그 선대의 가첩(家牒)을 상고해 보니, “이허겸은 대광보국으로 신라 사람이며 그 3,4대손 양준(陽俊)이 보승장군이 되어 원나라에 사신으로 갔다.”고 되어 있었는데 본가의 자손들도 가첩에 있는 이 말이 어디서 나온 것인지는 알지 못했다.
이제 살펴 보건대 보승장군이 몽고에 사신으로 간 사실은「고려사」에 보이므로 나는 이미 본전(本傳)의 밑에 채록했으나, 이허겸은 여지승람에 실려 있는바 성관(姓貫)이 스스로 구별되니 지정의 가첩에 기록된 것은 잘못 들은 데서 나온 듯하다. 지정은 정정공(邊)의 9대손이 되는 서출로서 역시 유학을 업으로 했다. 정정공은 충무공(舜臣)의 5대조이시며 지정의 선대와는 같은 파이니 충무공 집안의 가전이라고 일컬어진 것도 지정의 가첩에 근거를 둔 것 같다.
이제 서로의 차이점을 고증한 것이 이와 같으나 열전의 제사(題辭) 중에 감히 그말을 그대로 기록하지 않고 간행했으며, 또한 충무공 이하는 고증의 뒷받침이 없으므로 77字를 지금 우선 삭제하고 그 사유를 집에 간직된 본고(本稿)의 뒤에 기록하여 뒷날 자손이나 종인들이 다시 다른 증거를 상고하여 취할 것은 취하고 버릴 것은 버리게 하는 바이다.

## 항렬자
| 21세          | 22세              | 23세   | 24세     | 25세   | 26세                       | 27세   | 28세     | 29세   | 30세     | 31세   | 32세     | 33세   | 34세     | 35세   | 36세     | 37세   | 38세     | 39세   |
| ------------- | ----------------- | ------ | -------- | ------ | -------------------------- | ------ | -------- | ------ | -------- | ------ | -------- | ------ | -------- | ------ | -------- | ------ | -------- | ------ |
| 노(魯) 희(熙) | 口규(奎) 口신(信) | 민(敏) | 口영(永) | 종(種) | 口희(熙) 口열(烈) 口환(煥) | 재(載) | 口용(鏞) | 호(浩) | 口상(相) | 우(愚) | 口균(均) | 석(錫) | 口승(承) | 인(寅) | 口훈(勳) | 시(時) | 口현(鉉) | 태(泰) |

## 인구
- 1985년 10,580가구 43,505명
- 2000년 15,711가구 50,486명
- 2015년 58,513명